# Bacan

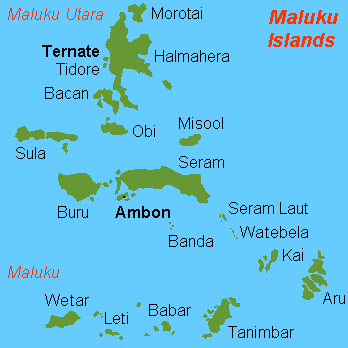
Đảo Bacan nằm trong quần đảo Maluku

Bacan (trước đây gọi là Bachan, Bachian hay Batchian, tiếng Hà Lan: Batjan) là một nhóm các hòn đảo thuộc quần đảo Maluku tại Indonesia và cũng là tên gọi của đảo lớn nhất trong nhóm này. Các hòn đảo có địa hình đồi núi và được rừng bao phủ. Các hòn đảo nằm ở phía nam của Ternate và ở phía tây nhánh cực nam của Halmahera. Đảo Bacan là đảo lớn nhất; các đảo lớn thứ hai và thứ ba là Kasiruta và Mandioli. Có hàng chục các hòn đảo nhỏ hơn trong nhóm.
Nhóm đảo là một phần của tỉnh Bắc Maluku, kecamatan (phó huyện) Bacan bao gồm khoảng 56.000 người và 8.000 trong số đó sống tại thủ phủ Labuha.

## Dân số
Vùng nội địa của hòn đảo nói chung là không có người sinh sống còn cư dân bản địa sống ở ven biển. Họ bao gồm người Sirani (Hậu duệ Ki-tô hữu của người Bồ Đào Nha), người Mã Lai, người Papua, và những người nhập cư từ các đảo khác. Tổng số cư dân là khoảng 13.000 người. Đô thị quan trọng nhất trên đảo là thủ phủ của phó huyện Bacan, Labuha, nằm ở mặt phía tây của hòn đảo. Gần đó là đô thị Amasing (hay Amasingkota), từng là một khu định cư quan trọng trên đảo.

## Ngôn ngữ
Một số ngôn ngữ Nam Đảo và phi Nam Đảo được nói tại Bacan, bao gồm Tobelo, Galela, Ternate, Bajau, và Tukang Besi. Tuy nhiên, tiếng Bacan mới là ngôn ngữ bản địa của đảo, cũng được gọi là tiếng Mã Lai Bacan. Có một số tranh luận về việc liệu tiếng Bacan là một biến thể Mã Lai hay là một thứ tiếng bồi dựa trên cơ sở tiếng Mã Lai.
Một số từ trong tiếng Bacan đã xuất hiện trong bảng từ vựng năm 1623 của Wiltens & Danckaerts. Tiếng Bacan cũng được xem xét trong công trình nghiên cứu năm 1914 của Adriani & Kruijt. Các nghiên cứu chi tiết nhất là của James T. Collins, ông đã kết luận rằng tiếng Bacan thật sự là một biến thể của tiếng Mã Lai, có nguồn gốc từ tiếng Mã Lai được sử dụng tại vương quốc Hồi giáo Bacan.

## Địa lý
Hòn đảo có hình dạng không đồng đều, bao gồm hai phần đồi núi, nối với nhau bằng một eo đất hẹp. Tổng diện tích của đảo là khoảng 1.900 km². Hòn đảo có một phần hình thành từ núi lửa, và có các điểm suối nước nóng ở các núi lửa còn hoạt động. Tuy nhiên, đặc biệt là ở phần phía nam, đảo có các đá cổ và không có nguồn gốc núi lửa. Đỉnh cao nhất nằm ở phía nam của hòn đảo, núi Labua đạt cao độ 6.950 ft. Than đá và các loại khoáng sản khác đã được phát hiện. Một phần lớn hòn đảo có sự đa dạng cây cối, và sago, dừa và đinh hương cho sản lượng lớn.